# Small Soldiers
Small Soldiers (Nederlands: kleine soldaten) is een Amerikaanse actie-sciencefictionfilm uit 1998 onder regie van Joe Dante. De productie gaat over actiefiguurtjes die militaire technologie ingebouwd krijgen en de oorlog verklaren tegen hun speelgoedvijanden.

## Verhaal
Het speelgoedbedrijf Heartland Playsystems wordt overgenomen door de defensie-multinational GloboTech. De nieuwe grote baas Gil Mars (Denis Leary) komt langs en beslist dat de nieuwe actiefiguurtjes met spraaktechnologie, motoriek en levenslange batterijen moeten worden uitgerust. Om daarvoor te zorgen rustten ze de figuurtjes uit met een X-1000-chip van GloboTechs militaire afdeling. Er worden twee sets ontworpen: de Commando Elite-soldaten en de Gorgonites-creaturen.
Drie maanden later komt de huisleverancier van Stuart Abernathy's speelgoedwinkel langs. Zijn zoon Alan (Gregory Smith), die een reputatie van slecht gedrag uit een vorig leven meesleept, beheert tijdelijk de winkel omdat hij naar een conventie is. Het is een conservatieve winkel die enkel traditioneel en geen gewelddadig speelgoed verkoopt. Om toch wat winst te maken overtuigt Alan Joe ervan een paar dozen met de nieuwste actiefiguurtjes achter te laten. Die nacht komen de figuurtjes tot zelfbewustzijn. De Commando Elite verzamelen zich en beginnen aan de taak waarvoor ze geprogrammeerd zijn: het vernietigen van de Gorgonites.
Alleen Gorgonites-leider Archer, die Alan mee naar huis nam, blijft over. Als hij de volgende dag, na het herstellen van de vernielde winkel, weer naar huis fietst volgen de Commando Elite hem en vallen zonder succes Archer aan. Thuis ontdekt Alan dat Archer als het ware "leeft". De dag erop ontdekken ze de andere Gorgonites die zich in de vuilnisbak naast de winkel verstopt hebben.
De Commando Elite belegeren Alans huis en gaan over tot een nieuwe tactiek. Ze nemen Alans buurmeisje en vriendinnetje Christy Fimple (Kirsten Dunst) gevangen en eisen in ruil voor haar de Gorgonites. Ze brengen ook Christy's poppen tot leven als extra krachten. Met een list slaagt Alan erin Christy te bevrijden en ook de ouders van beide ontdekken nu wat er aan de hand is.
De Commando Elite beginnen nu het huis te bestoken met nagels, brandende tennisballen en vuurwerk. De mensen horen dat de enige manier om de poppen te stoppen een elektromagnetische puls is die hun chip doorbrandt. Alan klimt in een elektriciteitspaal en gebruikt na een gevecht de Commando Elite-leider om een kortsluiting te veroorzaken die voor de puls zorgt die de poppen
uitschakelt.
De volgende dag komt de GloboTech-baas langs die beide families royaal vergoed voor de geleden schade. Ook oppert hij het plan om de actiefiguurtjes niet langer als speelgoed maar als militaire uitrusting te gaan verkopen.
Achteraf vindt Alan in de tuin de Gorgonites die zich van de puls konden redden onder een vernielde schotelantenne. Hij brengt ze naar een nabijgelegen rivier waar ze met een speelgoedboot op zoek gaan naar hun "thuisland" Gorgon.

## Rolbezetting

### Acteurs
| Acteur         | Personage        | Opmerkingen                     |
| -------------- | ---------------- | ------------------------------- |
| Gregory Smith  | Alan Abernathy   | buurjongen                      |
| Kirsten Dunst  | Christy Fimple   | buurmeisje                      |
| Kevin Dunn     | Stuart Abernathy | Alans vader                     |
| Ann Magnuson   | Irene Abernathy  | Alans moeder                    |
| Phil Hartman   | Phil Fimple      | Christy's vader                 |
| Wendy Schaal   | Marion Fimple    | Christy's moeder                |
| Jacob Smith    | Timmy Fimple     | Christy's broertje              |
| David Cross    | Irwin Wayfair    | ontwerper van de Gorgonites     |
| Jay Mohr       | Larry Benson     | ontwerper van de Commando Elite |
| Robert Picardo | Ralph            | ontwerper van de chip           |
| Denis Leary    | Gil Mars         | directeur van GloboTech         |
| Dick Miller    | Joe              | vrachtwagenbestuurder           |

### Stemmen
| Acteur                | Personage      | Opmerkingen    |
| --------------------- | -------------- | -------------- |
| Tommy Lee Jones       | Chip Hazard    | Commando Elite |
| Bruce Dern            | Link Static    | Commando Elite |
| George Kennedy        | Brick Bazooka  | Commando Elite |
| Ernest Borgnine       | Kip Killigan   | Commando Elite |
| Jim Brown             | Butch Meathook | Commando Elite |
| Clint Walker          | Nick Nitro     | Commando Elite |
| Sarah Michelle Gellar | Gwendy Dolls   |                |
| Christina Ricci       | Gwendy Dolls   |                |
| Frank Langella        | Archer         | Gorgonites     |
| Jim Cummings          | Ocula          | Gorgonites     |
| Harry Shearer         | Punch-It       | Gorgonites     |
| Christopher Guest     | Scratch-It     | Gorgonites     |
| Michael McKean        | Insaniac       | Gorgonites     |
| Christopher Guest     | Slamfist       | Gorgonites     |
| Michael McKean        | Troglokhan     | Gorgonites     |

## Prijzen en nominaties
- Filmfestival van Sitges 1998:
  - Winnaar Beste Originele soundtrack voor Jerry Goldsmith.
  - Winnaar Beste Speciale Effecten voor Stan Winston en Stefen Fangmeier.
  - Nominatie Beste Film voor Joe Dante.
- JongeSter-prijzen 1998:
  - Nominatie Beste Prestatie van een Jonge Acteur in een Komische Film voor Gregory Smith.
- Jonge-Artiestenprijzen 1999:
  - Nominatie Beste Prestatie in een Avondfilm - Hoofdrol Jonge Acteur voor Gregory Smith.
  - Nominatie Beste Prestatie in een Avondfilm - Hoofdrol Jonge Actrice voor Kirsten Dunst.